# Mutatio (Riom-Parsonz)
Bei der Mutatio von Riom-Parsonz handelt es sich um die Reste einer römischen Pferdewechselstation bei Riom-Parsonz im Kanton Graubünden in der Schweiz.
Erste Funde wurden vor Ort im Jahr 1973 gemacht. Ausgrabungen fanden 1974/75 und 1980 bis 1983 statt. Bei diesen Ausgrabungen kamen verschiedene Gebäude zu Tage. Es gab ein 30 × 19 Meter grosses Hauptgebäude mit einem zentralen Hof und einer Cryptoporticus. In der letzteren fanden sich noch zahlreiche Reste von Wandmalereien. Ein Raum des Hauses hatte Hypokausten. Das Badehaus konnte nur zum Teil ausgegraben werden. Es hatte Hypokausten und war mit Wandmalereien dekoriert. Ein kleines Haus bestand nur aus einem Raum mit einem Backofen. Daneben fanden sich Reste von Holzbauten. 
Diese Pferdewechselstation lag auf der Julierroute, die besonders steil war und weswegen zusätzliche Bedienstete, Pferde und Maultiere benötigt wurden.